# Comuna Serbka, Lîmanskîi
Serbka (în ucraineană Сербка) este o comună în raionul Kominternivske, regiunea Odesa, Ucraina, formată din satele Hrekova, Petrovskoho și Serbka (reședința).

## Demografie
Componența lingvistică a comunei Serbka
     Ucraineană (89,99%)
     Rusă (6,43%)
     Română (1,22%)
     Alte limbi (0,91%)
Conform recensământului din 2001, majoritatea populației comunei Serbka era vorbitoare de ucraineană (89,99%), existând în minoritate și vorbitori de rusă (6,43%) și română (1,22%).